# Eidgenössische Jugendsession
Die Eidgenössische Jugendsession ist eine Schweizer Politikveranstaltung zur Jugendbeteiligung, die jährlich im Herbst in Bern stattfindet.

## Entstehung
Anlässlich der 700-Jahr-Feier der Schweizerischen Eidgenossenschaft 1991 wurde die Schweizerische Arbeitsgemeinschaft der Jugendverbände beauftragt, eine Jugendsession einmalig durchzuführen. Auf Initiative von Nationalrat Roland Wiederkehr wurde der Anlass zwei Jahre später wiederholt. Seither findet der Anlass jedes Jahr statt.

## Ablauf
Während vier Tagen erhalten 200 Jugendliche zwischen 14 und 21 Jahren aus der ganzen Schweiz die Möglichkeit, zu bestimmten Themen, welche durch ein Online-Voting bestimmt wurden, politische Forderungen zu erarbeiten. Dabei werden sie von Experten, Parlamentariern und den Mitgliedern des Organisationskomitees und des Forums der Jugendsession (siehe unten) unterstützt. Zum Abschluss werden die von Arbeitsgruppen ausgearbeiteten Forderungen dem Plenum der Jugendsession im Nationalratssaal des Bundeshauses unterbreitet; es wird darüber debattiert und abgestimmt. Die angenommenen Forderungen werden in Form von Petitionen jeweils dem Präsidenten des Nationalrates übergeben und von den Parlamentsdiensten den für das Thema zuständigen Parlamentskommissionen beider Räte (Nationalrat und Ständerat) weitergeleitet. Diese sind verpflichtet, von den Petitionen Kenntnis zu nehmen; entweder nehmen sie das Anliegen einer Petition mit einem eigenen Antrag zu einer hängigen Vorlage, mit einer parlamentarischen Initiative, einer Motion oder einem Postulat auf, oder sie stellen ihrem Rat Antrag, der Petition keine Folge zu geben (Art. 126 ff. Parlamentsgesetz). Zusätzlich wird neben den politischen Debatten ein Rahmenprogramm angeboten, u. a. ein Spielabend, Diskussionen mit Politikern, eine Party etc.

## Regionale Jugendsessionen
Zwischen 1997 und 2005 wurden im Vorfeld der Eidgenössischen Jugendsession in fast allen Kantonen regionale Jugendsessionen durchgeführt, um mehr Jugendliche erreichen zu können.

## Organisation
Die Jugendsession wird vom Organisationskomitee und vom Forum organisiert. Beide Gremien bestehen aus jungen Freiwilligen im Alter zwischen 16 und 25. Das Projekt wird durch die Schweizerische Arbeitsgemeinschaft der Jugendverbände geleitet, bei der auch die Hauptverantwortung liegt.

## Ziele
Das Ziel der Jugendsession ist es, dass Jugendliche Verantwortung für sich und die Gesellschaft übernehmen und konstruktiv und selbstbewusst mitbestimmen. Sie werden an die Institutionen und Mechanismen der Politik herangeführt, knüpfen Kontakte mit Jugendlichen aus anderen Landesteilen und tanken Motivation für weiteres Engagement. Ausserdem macht die Jugendsession medial auf jugendpolitische Anliegen aufmerksam.

## Kritik
Die Jugendsession hat keinen besonderen Einfluss auf die «grosse Politik», da jeder Bürger des Landes eine Petition lancieren kann und Petitionen selten etwas bewirken. Die Forderungen wurden oft auch schon vor der Jugendsession auf anderen Wegen gestellt. Die Jugendsession ist daher dem Vorwurf ausgesetzt, eine «Alibiübung» zu sein. Zudem wird kritisiert, dass das Teilnehmerfeld immer ein wenig linkslastig ist und die Forderungen entsprechend oft linke Anliegen sind. Im Organisationskomitee und im Forum engagieren sich jedoch Freiwillige mit den unterschiedlichsten politischen Ansichten. Zudem wurde trotz der vorgeworfenen Linkslastigkeit der Jugendsession eine Ablehnung der (2008 auch an der Urne abgelehnten) Cannabis-Initiative beschlossen.

## Forum
Um den politischen Anliegen auch nach der Jugendsession Nachdruck zu verleihen, wurde im Jahr 2001 das Forum Jugendsession gegründet. Auch dieses besteht aus rund 10 Jugendlichen und jungen Erwachsenen. Für diese Aufgabe arbeitet das Forum oft mit verschiedenen Gremien, Institutionen und Politikern zusammen. Dadurch verschafft es der Jugend eine politische Stimme, die nicht parteiabhängig ist. Mitglieder des Forums sind während der Sessionen des Parlaments auch in Bundeshaus und Wandelhalle anzutreffen; dort können sie die Anliegen der Jugendsession am besten in die Bundespolitik einbringen.